# 絕地求生
《絕地求生》（又译作）
，也常简称为PUBG或吃雞，
是一款由PUBG Studios開發、魁匠團發行的大逃殺遊戲。遊戲開發商定期在世界各地举办电竞比赛，包括2022年11月於杜拜举办的絕地求生世界賽，並开放予线下和线上观众收看。
《絕地求生》首發於Microsoft Windows平台，自2017年3月23日開始經Steam發行體驗版，然後於2017年12月21日發行正式版本。Xbox One版本在同年12月由微软工作室负责发售。PlayStation 4版本于2018年12月7日開始发售。Google Stadia版本于2020年4月28日上线。直到2020年，此遊戲已售出7,000萬套，國際手機版本《PUBG Mobile》下載量超過6億次。主遊戲從2022年1月開始轉型成免費遊玩制。
該遊戲還獲得了數個年度最佳遊戲提名，以及其他一些榮譽。PUBG工作室曾舉辦了幾次小型錦標賽，並引入了遊戲工具來幫助向觀眾廣播遊戲，因為他們希望它能夠成為一種流行的電子競技，遊戲口號為“大吉大利今晚吃鷄”，該遊戲在某些國家或地區被禁止，指對年輕玩家有害且容易上癮。

## 一般玩法
本作是一款大逃殺類寫實射擊遊戲。在每局比賽完結後，玩家能基於他們在比賽中的生存時間及傷害和殺死敵對玩家的數目，獲得相應的遊戲貨幣和分數以及第一名的荣誉，而這些貨幣能購買適用於改變人物外表的道具。
此遊戲由2000年的日本電影大逃殺啟發，並在格林的創作指導下擴展為獨立遊戲。

### 地图
目前絕地求生有8张地图，分別為「艾倫格」(Erangel)、「米拉瑪」(Miramar)、「薩諾」(Sanhok)、「維寒迪」(Vikendi)、「卡拉金」(Karakin)以及「泰戈」(Taego)、「帝斯頓」(Deston)、「褐灣」(Haven)、「榮都」(Rondo)。在遊戲中，榮都地圖大小最大，其次是米拉瑪、泰戈、艾倫格、維寒迪、薩諾，etc最小的是2×2大小的的卡拉金。
「帕拉莫」(Paramo)、「褐灣」(Haven)為季節地圖，分別將只會在生存賽季9、10上線。
| 地图    | 中文名稱 | 大小                 | 描述                     | TPP模式  | FPP模式  | 备注 |
| ------- | -------- | -------------------- | ------------------------ | -------- | -------- | --- |
| ERANGEL | 艾倫格   | 64km2（8km×8km）     | 乌克兰风格的海岛         | 啟用     | 啟用     | 已於生存賽季4時更新此地圖，LITE版本不會更新。 |
| MIRAMAR | 米拉瑪   | 64km2（8km×8km）     | 墨西哥风格的沙漠         | 啟用     | 啟用     | 已於生存賽季5時更新此地圖 ，此地圖有特殊槍械「2.7倍Win 94」。此地圖在生存賽季12時進行另一次的大翻新。 |
| SANHOK  | 薩諾     | 16km2（4km×4km）     | 东南亚风格的南方海岛     | 啟用     | 啟用     | 已于生存赛季8时(2020年7月22日) 进行翻新，並有「QBZ」及「QBU」兩把特殊槍械,并于生存赛季17时进行回滚 |
| VIKENDI | 維寒迪   | 36km2（6km×6km）     | 西欧风格的北方海岛       | 自訂模式 | 自訂模式 | 在生存賽季6中，以全新地圖「卡拉金」取代原先「维寒迪」的配對位置。此地圖已在生存賽季7時回歸常規配對,並對「维寒迪」進行翻新，還有兩把原有特殊槍械「MP5K」和「G36C」回歸，同時屬於二個地圖。 |
| KARAKIN | 卡拉金   | 4km2(2km×2km)        | 中東風格的沙漠島嶼       | 自訂模式 | 自訂模式 | 此地圖在生存賽季6中取代原先「维寒迪」的配對位置,此地圖有許多地下道，且這張地圖的大部分牆壁地板可以被摧毀。此外「破片手榴彈」在這張地圖上皆以「黏性炸彈」取代，「紅色警戒區」則以「黑色警戒區」取代。還有獨特的「鐵拳火箭筒」，原本屬於「维寒迪」的「MP5K」和「G36C」特殊槍械則改屬「卡拉金」，帶給這張地圖許多不一樣的特色。 |
| PARAMO  | 帕拉莫   | 9km2(3km×3km)        | 四周皆火山的智利風格海島 | 啟用     | 啟用     | 已在2020年10月21日(生存賽季9)上線，同時此地圖為生存賽季9專屬地圖。生存賽季11取代卡拉金地圖的配對位置。更新項目#13.1從一般模式移除。更新項目#14.1進入競技模式地圖池。 |
| HAVEN   | 褐灣     | 1.69km2(1.3km×1.3km) | 位於美國鏽帶的工業島嶼   | 已下架   | 已下架   | 生存賽季10專屬地圖。一局遊戲只支援32人同場遊玩，遊戲中有許多危險要素將阻礙玩家生存。此地圖為季節地圖，只能在生存賽季10遊玩。 |
| TAEGO   | 泰戈     | 64km2(8km×8km)       | 位於東亞的韓國風格島嶼   | 啟用     | 啟用     | 此地圖將在2021年7月7日於更新項目#12.2版本中上線，此地圖有獨特的復活機制，能夠讓已死亡的玩家們重返戰場。专属武器：K2、MK12 |
| DESTON  | 帝斯頓   | 64km2(8km×8km)       | 未來風格的廢棄城市       | 18.2版本 | 18.2版本 | 此地圖有許多特殊地點供玩家探索，包含摩天大樓及沼澤地帶。 |
| RONDU   | 榮都     | 64km2(8km×8km)       | 富含中國傳統元素的老城區 | 啟用     | 啟用     | 在第27賽季上線，是陸地面積最大的地圖，有中國傳統建築羣和現代都市區域。 此外，因地圖大人數多，有兩條飛機航線。 |

### 一般模式
每一局遊戲最多允许有100名玩家參與(卡拉金地圖和帕拉莫地圖最多只允許64名玩家參與遊戲)，且爭取存活至最後，可以選擇第一人称视角、第三人称视角，和每隊人數不同的遊戲模式。而無論在哪種情況下，生存至最後的一人或團隊都會贏得比賽。在每局比賽開始時，玩家所控制的角色都會在沒有攜帶任何東西的情況下跳傘至战场上。著陸後，玩家便能搜索建築物或其他場所，從而獲取隨機分佈在整個地圖上的武器、車輛及其他裝備。遊戲中也會定時投放空投，增加稀有裝備被尋找的可能性。
在比賽開始後的每隔3分鐘，地圖上可遊玩的「安全」區域將會向著一個隨機位置縮小，而任何身處在安全區域外的玩家便會隨著時間的推移受到傷害（傷害會隨着安全區縮小而增加），直至死亡而淘汰。在遊戲內，當「安全」區域縮小時，玩家會看見一面不斷閃爍的藍色的電網收縮，非安全区在小地图上会显示为蓝色(色盲模式會顯示為其他顏色)。安全區域縮窄能迫使玩家在更狹窄的區域內進行遊戲，並增加與其他倖存玩家相遇的機會。另一方面，在比賽過程中，地圖上的紅色區域或黑色區域(卡拉金地圖特有)會隨機遭到轟炸，並對處於該區的玩家構成威胁。若玩家處於紅色區域中，玩家可選擇待在屋內或趕緊離開該區域，但若處於黑色警戒區內，警戒區內會有導彈摧毀房子，躲在房子內的玩家會被擊殺，所以玩家只能快速離開該區域。在這兩種情況下，玩家皆會在這些事件發生前被警告，從而前往安全的地區。平均而言，一局比賽的時間大約為30分鐘。
另外，如果玩家将游戏语言设定为简体中文，那么游戏中人物受到伤害时，流出的血将会变为绿色，而不是红色。最新版本（全球）能透過色盲模式調整為藍綠色、黃色、粉紅色以及正常的血紅色的血、但中國大陸版本不能自定，只有綠血。

#### AI玩家
官方指，隨著三年來玩家技術水準不斷提升，新手玩家在賽局中常常難以獲得遊戲體驗；在針對了為高級玩家推出的競技模式上線後，一般配對中加入了 AI 玩家以幫助新手玩家熟悉PUBG各項要素；隨著玩家的熟悉程度提高，AI 玩家在賽局中的比例亦將逐步降低，這使新手玩家可以在較友善的環境中磨練自己的技術，並同時與富有經驗的隊友協同作戰提升實力。官方承諾，AI 玩家的行為模式將根據反饋與數據調整參數，以確保更好的體驗。
AI 玩家目前可完成包含走路、跑步、蹲下、趴下、射擊、翻越物體、游泳、跳傘、使用投擲物與拾取物資等動作；左右側身、跳躍、抓攀等動作將在未來的更新中添加；擊殺 AI 玩家仍可以達成賽季任務、成就、計入里程碑、武器專精統計等，玩家不會配對到 AI 玩家隊友。如果在游戏中的段位越高,Ai玩家的伤害越高

### 競技模式
競技模式沒有AI。使用接近電競比賽的設置讓玩家有更好的競技環境，並增加了更多限制，以確保遊戲中的公平性。
如要進行競技模式的玩家小隊所有成員都必須先達到指定的「生存專精」等級（80級），並且完成 SMS 簡訊認證和PLUS购买才能開始配對；如果因使用作弊程式導致永久封鎖，該認證的手機裝置與電話號碼將一併封鎖；惡意跳局的玩家也會產生計時或是 RP 懲罰。
競技模式提供雙人(生存賽季36.1)或四人團隊 FPP/TPP 兩種模式，每場比賽最多 64 名玩家隨機於艾倫格(Erangel)、米拉瑪(Miramar)、泰戈(Taego)、維寒迪(Vikendi)、榮都(Rondo)地圖上進行；並開始向常規模式靠攏（例如允許刷新戰術背包、EMT緊急裝備等戰術裝備，允許生成轟炸區、提高物資量、可以召喚裝甲車、添加復活系統），並將每季依據 Meta 更新，根據排名獲得稀有獎勵。
階級與區間
競技排位中總共包含 8 個階級（銅/銀/金/白金/水晶/鑽石/大師/生存者)，每個階級中包含 4 個區間（IV–I）。
玩家的排位將依據其所在的配對模式中所獲得的技術評分（Rating Points / RP）決定。
在競技賽季開始時，玩家在所有模式中的排位皆為「未排名」。
在每種競技模式配對中的前 5 場比賽將以排位賽計算。
在第 5 場排位賽結束後，玩家將獲得該賽季的初始排位。

#### 競技模式的排行榜機制
每個地區的各配對模式將依 RP 高低列出 頭500 名生存者。
玩家會看到自身最常遊玩競技模式地區的排行榜。
當玩家進入排行榜排名時，賽季都
固定於該地區。
在賽季結束時所有配對中進入前 500 名的玩家將收到特別的額外獎賞。
（如有被永久封鎖的玩家則會自動從排行榜中移除）
36.1賽季更新後，頭500名生存者的名單被移除

游戏官方会不定期推出不同的活动，如提高特定枪支刷新率、限定枪支种类、添加其他装备、死鬥模式等。活动模式不影响段位分数。

### 生存賽季
3個月為一賽季，從生存賽季4開始，每個賽季都有自己專屬的主題更新。生存賽季9擁有較特殊的機制，一個賽季只有兩個月。官方預告生存賽季11開始會以不同的形式推出，將會取代原本的機制。
- 生存賽季1：萨诺
- 生存賽季2：维寒迪
- 生存賽季3：狂野王牌
- 生存賽季4：浩劫過後（艾伦格地圖翻新）
- 生存賽季5：惡地重生（米拉玛地圖翻新）
- 生存賽季6：全面崩壞（新地圖卡拉金上線）
- 生存賽季7：冷冽前鋒（维寒迪地圖翻新）
- 生存賽季8：血債血償（萨诺地圖翻新）
- 生存賽季9：炙熱巔峰（新地圖帕拉莫上線）
- 生存賽季10：絕地突圍（新地圖褐湾上線）[28]
- 生存通行證：睡衣派對 （更新11.2）
- 生存通行證：泰戈 （更新12.2）（新地圖泰戈上線）
- 生存通行證：狂歡之夜 （更新13.2）

### 自定义模式
玩家可创建房间，并设定游戏的各项数据（如是否允许出现信号枪、改变枪支刷新率和安全区缩小速率等）及玩法。除正常的大逃杀模式外，还提供僵尸模式、戰爭模式、TDM及電競模式等玩法。初期只有部分玩家拥有开启自定义房间的权限，2018年7月18日开放给所有玩家。

### 沙盒模式
目前僅開放給夥伴玩家使用的「沙盒模式」將允許開房者自訂屬於自己的遊戲方式，可在「自訂模式 -> 創建房間」創建並開放給玩家同樂；在沙盒模式中，創房者可以自由生成各式物資與一般遊戲中找不到的特殊物品如「維修套件」與「藍區感應器」，並可以讓自己進入無敵狀態、或是在場中飛行。

## 街機模式
此模式於生存賽季6中的更新項目6.2上線。目前街機模式中只有1種模式「8 vs 8 團隊殊死戰 (TDM) 」 ,官方指之後會上線更多版本。

### 8 VS 8 團隊殊死戰(TDM)
在這個模式中，玩家們將會隨機進入到四張遊戲地圖的熱門「剛槍」地點。遊戲開始前或重生後均可以自選武器套件來進行戰鬥，在這個模式下，玩家們能透過空投裡的補血包來回復自己的血量，或透過擊殺或助攻來取得TDM強化值，脫離戰鬥後，系統將會消耗TDM強化值來補充玩家逝去的血量。此外，遊戲中將會定期的掉落空投補給箱，玩家們可以透過空投補給箱內的道具，來提升自身的戰力。
玩家可以在自定义武器界面中选择适合自己的武器

## 吃雞實驗室
吃雞實驗室是官方在推出全新的遊戲模式之前，在正式伺服器提供給玩家測試的一個活動。

### 技術排名模式
已在7.2版本中更新成遊戲中的「競技模式」。

### 藍圈模式
每圈刷出時，內藍圈也會同時出現，直到最後一圈。內藍圈的尺寸會與下一圈尺寸與地點相同，待在內藍圈的玩家會受到下一圈藍圈產生的持續傷害。在此模式中，救援隊友的時間由10秒降至4秒。
目前此模式的狀態：除了內藍圈機制之外，藍圈模式中的縮圈機制套用於目前電競比賽機制中。

### 陣營死鬥模式
陣營死鬥模式在2020年9月4日下午3點，至9月7日下午3點於吃雞實驗室中開放。此模式是在Sanhok地圖中以第三人稱或第一人稱進行的8對8隊伍對戰賽。玩家角色在戰場上生成時，可在數個不同的「預設套件」中選擇一個，每個生成預設套裝所含的裝備都各有不同。玩家所在的隊伍必須通力合作，在範圍很小的安全地區中擊倒敵人來獲得點數，並努力達到點數門檻。

### 競技場模式
競技場模式是一場64人團隊比賽，玩家將在Erangel、Miramar或Sanhok地圖中的多個小分區域之中與另外最多兩個小隊對戰，在自己的競技場上取得勝利為目標。地圖中不會產生槍支，玩家們需要使用遊戲商店添購，而其他包括配件、頭盔、背心、治療物品等物資仍會在地圖中生成，裝備與治療物品亦可於遊戲商店中購得。戰敗的隊伍會失去一次復活機會，一旦3次機會耗盡將被淘汰。 取得勝利者，將獲得優勢進入下一回合。當剩下3個或更少隊伍時，無論勝下多少次復活機會，都將進入殊死戰競技場，挑戰成為最後贏家。此模式的隊友救援時間為5秒、藍圈速度更緊湊、贏下該回合的隊伍將有 30 秒時間搜刮戰利品。

### 硬核大逃殺
硬核大逃殺於2020年11月5日13：00開放至2020年11月9日15：00。採用維寒迪地圖，每賽局玩家上限100人、提供僅限四排的TPP或FPP模式，以及設立全新的介面。此模式會關閉顯示十字準心、迷你地圖、生命值、強化值、武器、裝備介面、載具介面、藍圈相關系統訊息以及螢幕頂端指南針介面。

## 開發
本作的首席設計師布蘭登·格林曾經製作了遊戲《武裝行動2》一個名為「DayZ：Battle Royale」的模組，而此模組是在該遊戲內甚受玩家喜愛的「DayZ」模組的其中之一。當「DayZ」成為獨立遊戲後，格林便將重心轉移至新的遊戲《武裝行動3》上。此時，索尼在線娛樂已對格林的工作產生興趣，並邀請他以顧問身份協助開發《H1Z1：殺戮之王》。繼H1Z1之後，格林成為了韓國魁匠團工作室的創意總監，試圖製作一款包含著他所認定的大混戰「最終版本」概念及其以前所設計的元素的遊戲。據格林所說，這是首次有韓國的遊戲工作室聘請外國人擔任創意總監一職，而在風險方面，他表示他與魁匠團管理層的關係很強，使其團隊能在最低限度的監督下自主地工作。
在遊戲中，格林旨在找尋到《武裝行動3》的現實模擬及《H1Z1》街機般的動作焦點之間的平衡點，而當中一個關鍵點便是在遊戲地圖上隨機放置武器和裝備從而實現正確的分配。在這方面，魁匠團工作室作為一個大型多人線上遊戲的開發者，多年的經驗使他們能透過製作電子表格和計算以確定一個良好的分配，從而鼓勵玩家作出關於如何進行遊戲的戰略決策，而不會過度懲罰一些在開局後數分鐘都可能找不到武器的玩家。在每局比賽開始時從飛機跳下是格林的一個新特點，這能使玩家決定不同的戰略，例如先與其他團員會合，或獨自前進以尋找更好的物資。
本作的首張遊戲地圖的環境由格林的團隊人手設計。格林從自己以往製作遊戲模組的經歷中得知哪一類型的遊戲地圖最為適合大混戰概念，並查明一個擁有眾多地形特徵的島嶼可以發揮最大作用，且能為玩家提供不同的戰略選擇，使他們玩的每局遊戲都是獨一無二。此外，格林以出現於20世紀50年代蘇聯的粗野主義建築為藍本，設計建築物和其他結構並將它們放置於地圖上。格林的團隊在內部進行了數次迭代測試，以測試武器隨機放置等系統，其後更不斷進行調整，例如調整物品生成、改變個別物品的容量、車輛駕駛特性及游泳速度等，甚至增加了新的地域及興趣點，從而為玩家提供更廣闊的環境來進行探索及戰鬥。
遊戲開發工作早於2016年初展開，基於設計目標十分明確，格林希望能在一年內就將遊戲準備好。由於使用了虛幻引擎，遊戲的開發時間相對較快。這是因為較多人使用虛幻引擎作開發，而且有著大量的支援，而相比起《武裝行動》及《H1Z1》，此兩款遊戲皆使用了由遊戲開發商所開發的自家引擎，且較少開發者使用，因此開發時間較使用虛幻引擎為慢。在封閉測試推出後，遊戲便於2017年3月開始進入早期階段，預計將持續大約六個月。在此階段，遊戲開發人員打算每天改善遊戯服务器的性能，每週進行錯誤修復及每月進行內容和平衡更新。另一方面，格林預計增加的新功能包括自定義遊戲，模組支持，以及與Twitch等串流媒體合作，使遊戲擁有重播功能、甚至其他功能，以將本作視作未來電子競技內的其中一款比賽項目。當Windows版本完全完成後，開發團隊計劃推出家用機版本。

## 發行
| 2017 | 絕地求生 (PC, 搶先體驗)       |
| 2017 | 絕地求生 (Xbox One, 預覽版)   |
| 2017 | 絕地求生 (PC, 正式發行)       |
| 2018 | PUBG Mobile                   |
| 2018 | 絕地求生 (Xbox One, 正式發行) |
| 2018 | 絕地求生 (PS4)                |
| 2019 | 和平精英                      |
| 2019 | PUBG Mobile Lite              |
| 2019 | PUBG Lite (PC)                |
| 2020 | 絕地求生 (Stadia)             |
| 2021 | Battlegrounds Mobile India    |
| 2021 | 絕地求生：未來之役            |
| 2022 | 轉型成免費遊玩制              |

本作在2017年3月23日推出體驗版後的三天內進帳突破1100萬美元。在本作推出後的首週，本作成為了Twitch平台上其中一款最受到矚目的遊戲，直播時有超過15萬名觀眾收看。到了4月（即本作推出後的第二個星期），遊戲在Steam平台上的銷售量已突破100萬套，玩家人數高達89,000人，到了同年5月累計賣出超過了200萬套。同年6月累積賣出超過400萬套。在同年9月累積了六個月後超過1000萬套。
2017年11月22日，騰訊宣佈正式與PUBG公司達成戰略合作，取得《絕地求生》在中國大陸的獨家代理運營權
2018年6月20日，游戏官方推出了首个DLC《活動通行證：SANHOK》（Event Pass: Sanhok）。该DLC实际上是游戏的“活动通行证”，提供一般、每日和每周任务，玩家可以通过升级，额外获得服装、枪械皮肤等奖励。
2018年7月25日至29日，魁匠團公司于德国柏林举办了2018年PUBG全球邀请赛（PUBG GLOBAL INVITATIONAL，简称PGI），也是官方的首届的电競賽事。
2019年1月24日，官方正式發布《絕地求生》PC輕量版《PUBG Lite》，讓更多低配電腦也可體驗到絕地求生的經典大逃殺。
2020年4月16日，官方正式宣布《絕地求生》PC輕量版《PUBG Lite》的最後一個版本為Vikendi版本更新，隨後將不會再推出全新內容性版本。
2020年4月28日，Google宣布《绝地求生》即日起在Google Stadia云端游戏平台上线。
2022年1月12日，《絕地求生》的個人電腦和主機版本轉型成免費遊玩制。生存者可以購買Battleground Plus帳號，其中包括額外的自定義物品和遊戲內體驗提升，在此日期之前購買遊戲的生存者將自動升級到Battleground Plus。

## 评价
| 汇总媒体   | 得分                                            |
| ---------- | ----------------------------------------------- |
| Metacritic | PC: 86/100 PS4: 72/100 XONE: 85/100 iOS: 82/100 |

| 媒体          | 得分   |
| ------------- | ------ |
| Game Informer | 9.5/10 |
| GameSpot      | 8/10   |
| IGN           | 9.5/10 |
| PCGamesN      | 9/10   |
| Polygon       | 10/10  |
| USGamer       | [ 72 ] |

《绝地求生》在结束测试后，大部分媒体都根据PC正式版给出了不错的评价，本作的PC版在統整媒體評分的Metacritic網站上，由45份評論中得到了86/100分。

### 獲獎
雖然當時此遊戲仍在搶先體驗中，但已經獲得了「最佳多人遊戲」 獎，還獲得了2017年遊戲大獎的 「年度最佳遊戲」和「最佳持續遊戲」類別的提名。此遊戲的「年度最佳遊戲」提名引起了一些爭議，這是第一個被授予最高級獎項之一的搶先體驗遊戲。此外，遊戲正式發行前大約一個月，獲得了「最佳多人遊戲」和「年度最佳PC遊戲」第35屆金搖桿獎 ，還獲得大獎「年度突圍賽」的PC玩家的的年終獎，而此遊戲的其他提名為「年度遊戲」。Polygon將該遊戲排在他們的2017年50佳遊戲排行榜第二名；而The Verge將該遊戲評為2017年15部最佳遊戲之一，而《娛樂周刊》將其評為「最佳遊戲」第七名。 
正式發行後，《絕地求生》已被提名並贏得了多項獎項，包括在2017年金搖杆獎和The Game Awards中贏得最佳多人遊戲，以及在2017年 DICE Awards中贏得最佳動畫遊戲獎 。
| 年份   | 獎項                            | 類別                   | 結果 | 參考文獻      |
| ------ | ------------------------------- | ---------------------- | ---- | ------------- |
| 2017年 | 第三十五屆金搖杆獎              | 最佳多人遊戲           | 獲獎 | [ 73 ]        |
| 2017年 | 第三十五屆金搖杆獎              | 年度電腦遊戲           | 獲獎 | [ 73 ]        |
| 2017年 | 第三十五屆金搖杆獎              | 年度終極遊戲           | 提名 | [ 73 ]        |
| 2017年 | 2017年遊戲大獎                  | 最佳多人遊戲           | 獲獎 | [ 74 ]        |
| 2017年 | 2017年遊戲大獎                  | 最佳持續遊戲           | 提名 | [ 74 ]        |
| 2017年 | 2017年遊戲大獎                  | 年度最佳遊戲           | 提名 | [ 74 ]        |
| 2018年 | 第21屆D.I.C.E.大奖              | 年度動作遊戲           | 獲獎 | [ 75 ] [ 76 ] |
| 2018年 | 第21屆D.I.C.E.大奖              | 遊戲設計傑出成就       | 提名 | [ 75 ] [ 76 ] |
| 2018年 | 第21屆D.I.C.E.大奖              | 在線遊戲中的傑出成就   | 獲獎 | [ 75 ] [ 76 ] |
| 2018年 | 第21屆D.I.C.E.大奖              | 年度最佳遊戲           | 提名 | [ 75 ] [ 76 ] |
| 2018年 | 意大利電子遊戲大獎2018          | 創新獎                 | 獲獎 | [ 77 ]        |
| 2018年 | 2018年SXSW遊戲大獎              | 年度電子競技遊戲       | 獲獎 | [ 78 ]        |
| 2018年 | 2018年SXSW遊戲大獎              | 卓越設計               | 提名 | [ 78 ]        |
| 2018年 | 2018年SXSW遊戲大獎              | 多人遊戲卓越獎         | 獲獎 | [ 78 ]        |
| 2018年 | 2018年SXSW遊戲大獎              | 最有前途的新知識產權   | 提名 | [ 78 ]        |
| 2018年 | 2018年SXSW遊戲大獎              | 年度熱門遊戲           | 獲獎 | [ 78 ]        |
| 2018年 | 2018年SXSW遊戲大獎              | 年度電子遊戲           | 提名 | [ 78 ]        |
| 2018年 | 第18屆遊戲開發者選擇獎          | 最佳設計               | 提名 | [ 79 ]        |
| 2018年 | 第18屆遊戲開發者選擇獎          | 創新獎                 | 提名 | [ 79 ]        |
| 2018年 | 第18屆遊戲開發者選擇獎          | 年度最佳遊戲           | 提名 | [ 79 ]        |
| 2018年 | 第十四屆英國學院遊戲獎          | 不斷發展的遊戲         | 提名 | [ 80 ]        |
| 2018年 | 第十四屆英國學院遊戲獎          | 多人遊戲               | 提名 | [ 80 ]        |
| 2018年 | 第十四屆英國學院遊戲獎          | 原始財產               | 提名 | [ 80 ]        |
| 2018年 | Famitsu獎                       | 優秀獎                 | 獲獎 | [ 81 ]        |
| 2018年 | Famitsu獎                       | 新秀獎                 | 獲獎 | [ 81 ]        |
| 2018年 | 2018年 遊戲評論家獎             | 最佳持續遊戲           | 提名 | [ 82 ] [ 83 ] |
| 2018年 | 2018年青少年選擇獎              | 選擇電子遊戲           | 提名 | [ 84 ] [ 85 ] |
| 2018年 | 英國廣播公司廣播電台1的青少年獎 | 最佳遊戲               | 提名 | [ 86 ]        |
| 2018年 | 第36屆金搖杆獎                  | 還在玩獎               | 提名 | [ 87 ]        |
| 2018年 | 第36屆金搖杆獎                  | 年度Xbox遊戲           | 提名 | [ 87 ]        |
| 2018年 | 玩家選擇獎                      | 粉絲最喜歡的大逃殺遊戲 | 提名 | [ 88 ]        |
| 2018年 | 玩家選擇獎                      | 粉絲最喜歡的多人遊戲   | 提名 | [ 88 ]        |
| 2018年 | 澳大利亞遊戲獎                  | 年度最佳射手           | 提名 | [ 89 ]        |

### 國家禁令
2019年3月，印度古吉拉特邦禁止了此遊戲，因為當地政府認為遊戲"過於上癮和暴力"以及在考試季節造成不必要的干擾；一些被發現玩遊戲的學生因此被捕。後來，由於考試季節已經結束，該州一些城市從3月份起沒有延長禁令。2019年4月，尼泊爾和伊拉克頒布了類似的禁令，其原因是遊戲對兒童和青少年有害。不過，尼泊爾最高法院很快解除了尼泊爾的禁令，指出政府不能在不證明為何有必要實施禁令的情況下實施這種干涉個人自由的禁令。2019年年中，約旦和印尼亞齊省也發佈了類似的禁令。
2020年7月1日，巴基斯坦電信管理局以遊戲成癮、浪費時間、對兒童身心健康產生嚴重負面影響為由，在接到社會各階層和拉合爾高等法院的指點後，禁止在巴基斯坦進行此遊戲的活動。然而，禁令直到法院進一步命令前是暫時的。

## 轶事

### 勝利字句
在游戏中，如果最终获得了第一名，会显示“Winner Winner, Chicken Dinner”的字样，相傳该句台词是美国赌徒的黑話，相傳是指賭贏一把，晚上就有錢買賭場最便宜的雞肉晚餐了；另說，這句話可能起源於英國倫敦暗巷賭徒的暗語，傳至澳洲後，一些上年紀的澳洲人會用「Chicken Dinner」來代替「Winner」。無論最原始來源是美國人或英國人，這句話的盛行，與电影《決戰21點》息息相關，该部電影由盎格魯世界發散到全世界，引發全世界對於此句台词的熱潮，電影中文版译为“大吉大利，今晚吃鸡”，《绝地求生》简体中文版沿用了这一翻译，“吃鸡”也成为《绝地求生》在華人玩家中的代名词。而在台湾繁体中文Xbox One版本 《絕地求生》中，這句台詞的翻譯曾为“胜利胜利吃烤鸡”，后改为与简体中文相同的“大吉大利，今晚吃鸡”；在香港繁体中文Android/iOS版中，這句台詞被改為「贏咗有雞食」（贏了有雞吃）。在韓國、中國大陸的明星賽，更以肯德基或其它炸雞品牌贊助商的餐券作為獎品。

### 愚人節彩蛋
遊戲官方首次於2019年4月1日（愚人節）當日，發出一個稱為「Patch Notes 27a（页面存档备份，存于）」。與平常的更新公告不同，僅有英語版本。隔日從官方主頁移出，現僅能從頁面存檔查看。

## 其他版本

### PUBG Lite（絕地求生輕量版）
此遊戲為《絕地求生》開發團隊的「輕量版」分部製作而成，擁有與Steam版本幾乎一模一樣的遊戲體驗。同時，PUBG LITE的硬體配備需求相較於PUBG標準版本的要求更低。此遊戲在2019年1月24日於泰國開啟內測；台灣、港澳地區於2019年3月28日加入內測。遊戲於2020年8月8日開啟公測，並推出第一張付費通行證：<Lite通行證:第一賽季>。由於營運問題，此遊戲於2020年4月16日宣布雪地地圖Vikendi版本為最後一個內容性版本更新，隨後也在2020年10月26日宣布遊戲中唯一一個付費道具「L-Coin」系統關閉。遊戲已於2021年4月29日結束營運。

### PUBG Mobile
《絕地求生》存在一個其他版本，名為 「PUBG Mobile」。這個版本是《絕地求生》官方授權的手機版本，其玩法與《絕地求生》「大致」 相同，不過由於為手機遊戲，因此其畫質、操作手感、遊戲內容及玩法等方面都與《絕地求生》本作存在一定差別。 
PUBG Mobile 由不同地区的多家发行商发行，包括 Krafton、腾讯和 VNG Games。截至 2022 年 12 月，PUBG Mobile 已累计下载约 13 亿次，创造了超过 90 亿美元的收入，成为有史以来收入第三高的手机游戏。它也是有史以来玩得第二多的手机视频游戏 

#### PUBG Mobile Lite
此遊戲為光子工作室群與魁匠團的PUBG工作室共同推出，玩法與PUBG Mobile非常相近，但其地圖皆與PUBG Mobile、絕地求生不同。目前此遊戲只在部分區域進行地區公測，並有推出付費道具。

#### 和平精英（前刺激戰場）
《和平精英》的前身為《絕地求生：刺激戰場》，當時與《絕地求生》存在合作關係。直到2019年5月8日，《絕地求生：刺激戰場》宣佈停服，《和平精英》正式發行。

#### Battlegrounds Mobile India
此遊戲為「PUBG Mobile」印度版本。由於中國與印度因2020年中印邊境衝突，导致两国的關係持續惡化，印度政府在2020年9月初以國家安全為藉口，下令封殺118款中國手機應用程式，包括由騰訊公司代理的手機遊戲「PUBG Mobile」。此舉迫使PUBG母公司魁匠團宣佈收回騰訊「PUBG Mobile」在印度的代理權。2021年5月6日，魁匠團正式公佈印度版本「PUBG Mobile」，由公司獨立運營，並將推出獨家活動。遊戲於2021年7月2日在Google Play正式推出。

### 未来之役 MOBILE（NEW STATE Mobile）
此游戏为《绝地求生》开发团队PUBG工作室制作，该游戏以无政府的2051年代和以《绝地求生》具象化的世界—「TROI」为故事背景，在未来世界战展开前所未有的实境枪战。遊戲於2021年11月11日上市。

## 爭議

### 网络加速器广告
由于游戏优化及服务器问题，中国大陆玩家常常遇到游戏卡顿、中断问题，引致《绝地求生：大逃杀》官方微博频频致歉。在2017年9月28日通过Steam发布的更新补丁中，游戏新增了迅游加速器广告（付费网络线路代理加速服务），此事引发众多玩家不愤，数千玩家在Steam上给游戏打出差评，认为官方并未重视服务器改进之根本问题。2017年10月3日，官方宣布暂停与“迅游加速器”的合作，次日就服务器问题发表致歉信。

### 外掛
在遊戲大受歡迎的反面，本作玩家群中使用違規外掛的情形也隨之更加嚴重，2017年12月遊戲總監布蘭登·格林表示「（當時）遊戲中99%的外掛使用者來自中國」，但官方並不會因此而隔離中國大陸玩家。根據官方發布的資料截至2017年12月，因使用外掛而遭封鎖的帳戶總數已達到150萬個。官方發佈於2018年1月裡，單月封鎖了104萬個外掛帳號。2018年3月5日官方公佈又追加封鎖了161萬個外掛帳號。根據官方公開的資料，截至2018年10月，本作遭封鎖的帳號總數累計已突破1300萬個。包括中国大陸警方在内的执法机关也对制作和销售外挂的团伙进行打击，但仍难以完全杜绝外挂。
由于游戏特性，部分玩家为了追求虚荣而在游戏使用外挂。在玩家或其他爱好者中，也有流传使用外挂或遇到外挂的事件，例如普通玩家在游戏中驾车时被使用外挂的玩家徒步追上来推销外挂等。

### 中国大陆广电总局审查事件
2017年10月底，中华人民共和国國家廣播電視總局对于在斗鱼TV、虎牙直播等网络直播平台上流行的《绝地求生：大逃杀》游戏表示，此类游戏含有暴力血腥内容，且不符合社会主义核心价值观，不利于青少年的身心健康发展，不应该引进或研发。不过辽宁广播电视台开办的一条付费电视频道“电子体育”会播出该游戏的游玩视频剪辑。
2017年10月30日，中国音数协游戏工委（全称“中国音像与数字出版协会游戏出版工作委员会”）发布公告《对“大逃杀”类游戏总局业务主管部门的基本态度》，公告称“该类游戏不仅普遍存在大量血腥、暴力内容，而且其类似于古罗马角斗场式的游戏体验与生存理念的设定严重偏离我国社会主义核心价值观和中华民族的传统文化习惯与道德规范，不利于青少年消费者的身心健康。”「总局明确持有否定态度，将难以获得出版运营许可。」
受此影响，截至2019年4月，游戏语言设置为简体中文后，游戏内的血液颜色锁定为绿色，且在不改变语言设置的情况下无法更改。“Kill”的翻译由“杀”更改为了“淘汰”。“Headshot”的翻译由“爆头”更改为了“命中头部”。

### 中國大陸電競隊私服全面禁止
2018年1月，因魁匠團特地為中國大陸電競隊伍配置的私人自定義伺服器，被部分以訓練為名獲得自定義權限的隊伍，將自定義伺服器進行買賣、租借等不被許可的商業活動，從中進行牟利，因此官方決定於2018年1月10日上午10點，無論是否犯行者，收回中國大陸所有職業隊伍的Steam自定義許可權。

### PUBG公司在南韓向Epic Games公司提起訴訟
2018年1月，PUBG公司在南韓向Epic Games提起訴訟，指該公司開發的遊戲《要塞英雄》的對戰模式侵權，尤其是遊戲介面、物品等的部分。
2018年6月，PUBG公司向《要塞英雄》開發商Epic Games的法律團隊發送了一封撤訴信，並獲得PUBG及雇請的律師事務所確認真有此事。 

### 关闭第三方个人交易
2018年5月2日，魁匠團发现部分玩家使用“个人交易”功能在第三方网站出售物品，决定关闭个人交易功能。

## 外部連結
- PUBG官方網站
- 魁匠團網站 （英文）
- Xbox版本官方網站 （英文）
- 中國大陸區官方網站 （简体中文）
- PUBG LITE官方網站（页面存档备份，存于）